# Républicains Opportunistes
Républicains Opportunistes (RO, Nederlands: Opportunistische Republikeinen) waren de republikeinen ten tijde van de Derde Franse Republiek die afkomstig waren uit de gelederen van de Gauche Républicaine en de Union Républicaine (van Gambetta), kamerclubs die een realistische en gematigd republikeinse politiek voerden.
Zij stonden voor:
- scheiding van kerk en staat (zie: laïcisme)
- Imperialistische buitenlandse politiek
- patriottisme
- geleidelijke evolutionaire, in plaats van revolutionaire hervormingen
- liberalisme

De Opportunistische Republikeinse kamerclub verdween aan het begin van de twintigste eeuw.